# 莫彬
莫彬，男，中華人民共和國軍事人物、政治人物、中共黨員、武警少將。

## 生平
曾任武警新疆某边防支队支队长、武警陕西省总队司令员。